# Amt Mecklenburgische Kleinseenplatte
La comunità amministrativa di Mecklenburgische Kleinseenplatte (Amt Mecklenburgische Kleinseenplatte) si trova nel circondario della Seenplatte del Meclemburgo, nel Meclemburgo-Pomerania Anteriore, in Germania.

## Suddivisione
Comprende i seguenti comuni (abitanti il 31 dicembre 2022):
1. Mirow, Stadt * (3 887)
2. Priepert (316)
3. Wesenberg, città (3 057)
4. Wustrow (738)

Il capoluogo è Mirow.